# Brainstormen

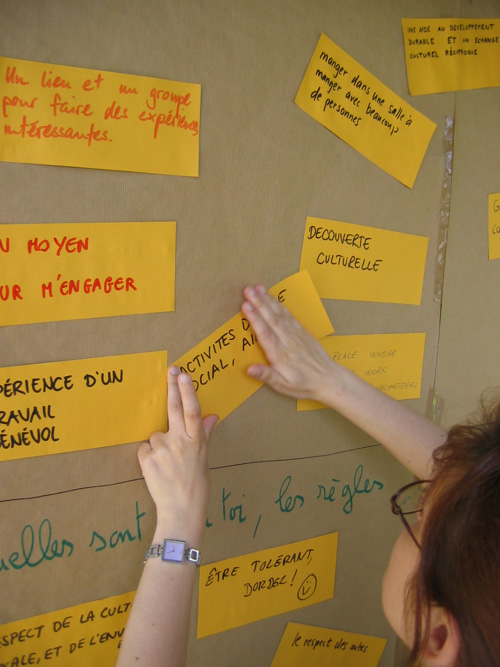
Brainstormsessie

Brainstormen is een creativiteitstechniek met als doel snel, veel nieuwe ideeën over een bepaald onderwerp of vraagstuk te genereren. Het kenmerk van een brainstormsessie is dat het waardeoordeel over de geopperde ideeën wordt uitgesteld totdat alle ideeën zijn opgesomd.

## Basisregels
De volgende basisregels dienen in acht te worden genomen;
- Geen kritiek. Er dient geen kritiek op de geopperde ideeën geleverd te worden. Later in het proces worden de opgesomde ideeën bekritiseerd.
- Aandacht op kwantiteit. Het achterliggende idee van het brainstormproces is dat door zo veel mogelijk ideeën op te sommen er altijd wel een bruikbaar idee bij zit.
- Wilde ideeën zijn welkom. Wilde ideeën maken mogelijk nieuwe onverwachte toepassingen mogelijk.
- 1+1=3. Door het combineren van bestaande goede ideeën zijn mogelijk nog betere ideeën te realiseren.

## Proces
Het brainstormen gebeurt in een brainstormsessie: een bijeenkomst waarbij de aanwezige personen proberen heel snel alles wat er in hen opkomt, naar voren te brengen.
Het proces bestaat uit de volgende fasen;
- Voorbereiding. Er wordt een groep, bestaande uit leken en vakspecialisten, van vijf tot vijftien personen samengesteld. De groep wordt vóór het brainstormproces ingewijd in het probleem en het procesverloop. De voorzitter bereidt het benodigde procesmateriaal voor.
- Idee genereren. Onder leiding van de voorzitter worden de ideeën verzameld. Meestal gebeurt dat op een “whiteboard” of een “flip-over”. De voorzitter zorgt ervoor dat iedereen aan het woord komt en dat er geen kritiek op de geopperde ideeën wordt geleverd. Meestal duurt die fase enkele uren. Belangrijk is dat er in de groep een productieve en creatieve ontspannen sfeer heerst. De fase wordt meestal verdeeld in een divergeerfase (waarin zo veel mogelijk verschillende losse ideeën worden geopperd) en een convergeerfase (waarin de losse ideeën worden geclusterd tot samenhangende blokken).
- Evalueren. Na de fase van de ideevinding worden de ideeën systematisch geëvalueerd. Dat kan zowel door de groep als door vakspecialisten worden gerealiseerd. Naast de evaluatie vindt in veel gevallen ook een prioritering plaats: welke ideeclusters kunnen het beste eerst opgepikt worden.

## Geschiedenis
In 1953 is brainstorming in zijn boek Applied Imagination voor het eerst door Alex F. Osborn vermeld. Osborn baseerde zijn ideeën op de 400 jaar oude Indiase (door hindoegeleerden ontwikkelde) Prai-Barshana-techniek, "using the brain to storm a problem".

## Kritiek
Onderzoek heeft aangetoond dat brainstormen in groepsverband niet altijd even effectief is:
- Minder assertieve deelnemers worden afgeremd door andere deelnemers.
- Deelnemers kunnen eigen ideeën vergeten als andere suggesties besproken worden.
- Deelnemers kunnen mogelijk eigen ideeën minder belangrijk vinden, waardoor goede ideeën verloren gaan.

Andere vormen van samenwerken, bv. individuele (voorbereidende) sessies met onderlinge feedback, kunnen meer aanbeveling verdienen. Ook de techniek brainwriting helpt de nadelen van brainstormen te overbruggen zonder de voordelen te verliezen.